# Nikolai Tishchenko
Nikolai Ivanovich Tishchenko (Lyublino, 10 de dezembro de 1926 - 10 de maio de 1981) foi um futebolista soviético, campeão olímpico. 

## Carreira
Nikolai Tishchenko fez parte do elenco medalha de ouro, nos Jogos Olímpicos de 1956.